# Brighton & Hove Albion F.C.
Brighton and Hove Albion Football Club je angleški nogometni klub iz mesta Brighton and Hove. Ustanovljen je bil 24. junija 1901 in trenutno igra v Premier League.
Najuspešnejše obdobje za Brighton & Hove Albion je bilo obdobje med letoma 1979 in 1983. Takrat je igral v Premier ligi, leta 1983 pa je uspel priti do naslova podprvaka FA pokala. V skupnem seštevku finala je bil boljši Manchester United (2-2, 0-4). Edini državni pokal Brighton & Hove Albiona pa je pokal FA Community Shielda iz leta 1910, ko je bil z 1-0 boljši od Aston Ville. Brighton & Hove Albion pa je bil tudi trikratni prvak 2. lige (1957/58, 2001/02, 2010/11) dvakratni prvak tretje lige (1964/65, 2000/01) in enkratni prvak južne lige (1909/10). Drži pa tudi dvakratni naslov prvaka Sussex RUR pokala (1959/60, 1960/61).
Domači stadion Brighton & Hove Albiona je Falmer Stadium, ki sprejme 30.750 gledalcev. Barvi dresov sta modra in bela. Nadimka nogometašev sta The Seagulls (galebi) in The Albion.

## Rivalstvo
Rival Brighton & Hove Albiona je Crystal Palace. Dvoboji med tema dvema kluboma se imenujejo M23.
1. ↑  V sezoni 1960/61 si je naslov prvaka delil s klubom Chichester City